# WR 104
WR 104 ist ein Wolf-Rayet-Stern, der im Jahre 1998 entdeckt wurde. Er ist ca. 8.000 Lichtjahre von der Erde entfernt. Es handelt sich bei diesem Stern um ein Doppelsternsystem mit einem Begleiter der Klasse OB. Beide Sterne umrunden sich innerhalb von 220 Tagen und durch die Beeinflussung ihrer Sonnenwinde entsteht ein spiralförmiges Muster mit einer Ausdehnung von rund 200 AE.

## Beschreibung
Das Material der Spirale ist Staub, der sich aufgrund der intensiven Strahlung, die von WR 104 ausgeht, normalerweise nicht bilden würde, aber durch das Vorhandensein seines Begleitsterns ermöglicht wird, da in den Regionen, in denen die Sonnenwinde der beiden massereichen Sterne aufeinanderstoßen, die Materie weit genug verdichtet wird, um Staub zu bilden, wobei die Rotation des Systems das erkennbare spiralförmige Muster bildet.
Einige optische Messungen deuteten darauf hin, dass die Rotationsachse von WR 104 bis auf etwa 16° in Richtung Erde zeigt. Dies hätte bei einer zu erwartenden Hypernova dieses Sterns Konsequenzen für die Erde, da bei derartigen Explosionen oft Jets von ihren Rotationspolen ausgehen. Eine dieser Folgen wäre möglicherweise sogar ein Gammablitz, wobei es derzeit nicht möglich ist, dieses Ereignis mit Sicherheit vorherzusagen. Neuere spektroskopische Daten deuten aber darauf hin, dass die Rotationsachse des Sterns eher 30–40° von der Erde wegzeigt.